# Loïc Rolland
Pour les articles homonymes, voir Rolland.
Loïc Rolland, né le 1er novembre 1994 à Saint-Priest-en-Jarez, est un coureur cycliste et traileur français. Il a remporté la médaille de bronze sur l'épreuve de trail aux championnats d'Europe de course en montagne et trail 2024.

## Biographie
Loïc Rolland fait ses débuts en compétition en cyclisme sur route. En 2011, il rejoint l'équipe junior EC Saint-Étienne Loire et signe ses premiers succès. Il devient champion junior d'Auvergne-Rhône-Alpes puis remporte le Tour de la Vallée de la Trambouze.
En 2015, il entreprend des études à l'Institut national des sciences appliquées de Lyon. Sa carrière sportive est alors reléguée au second plan, notamment en 2017 lorsqu'il subit une opération du genou.
Le 29 juillet 2018, il se classe troisième du Grand Prix de Chardonnay derrière ses coéquipiers du VC Villefranche-Beaujolais, Romain Guillot et Sten Van Gucht.
En 2021, il décide de mettre un terme à sa carrière cycliste, ne parvenant plus à la concilier avec ses études. Il fait ses débuts en course à pied et s'essaye avec succès au trail.
Le 3 décembre 2022, il remporte la victoire sur la SaintExpress, battant de cinq minutes l'Allemand Benedikt Hoffmann.
Le 1er juin 2024, il bronze aux championnats d'Europe de course en montagne et trail à Annecy. Prenant un départ prudent, il remonte peu à peu le peloton pour rattraper ses coéquipiers en tête de course. En fin de course, il talonne le Britannique Thomas Roach, seul adversaire des Français en tête, et profite de la dernière montée pour le doubler et s'offrir la médaille de bronze. Il remporte de plus la médaille d'or par équipes grâce à un podium 100 % français avec Thomas Cardin et Benjamin Roubiol.

## Palmarès en cyclisme
- 2011
  - Champion d'Auvergne-Rhône-Alpes sur route juniors
  - Tour de la Vallée de la Trambouze
- 2012
  - Tour Cévennes-Garrigues
  - 3e du Classic Jean-Patrick Dubuisson Junior
- 2016
  - 2e du Grand Prix de Longes
- 2018
  - 3e du Grand Prix de Chardonnay
- 2019
  - Grand Prix du Cru Fleurie

## Palmarès en trail
| no  | masculin           | Course                                       | Longueur | Départ            | Temps           |
| --- | ------------------ | -------------------------------------------- | -------- | ----------------- | --------------- |
| 1re | Médaille d'or      | Grands Trails d'Auvergne - Trail des Druides | 48 km    | 8 octobre 2022    | 3 h 47 min 42 s |
| 1re | Médaille d'or      | SaintExpress                                 | 44 km    | 3 décembre 2022   | 3 h 8 min 5 s   |
| 2e  | Médaille d'argent  | Marathon des Causses                         | 34 km    | 21 octobre 2023   | 2 h 52 min 44 s |
| 3e  | Médaille de bronze | Trail du Ventoux                             | 37 km    | 10 mars 2024      | 3 h 37 min 47 s |
| 3e  | Médaille de bronze | Championnats d'Europe de trail               | 58 km    | 1er juin 2024     | 5 h 7 min 38 s  |
| 12e | Médaille d'argent  | Wildstrubel by UTMB - Wild 50                | 37 km    | 14 septembre 2024 | 3 h 5 min 22 s  |
| 1re | Médaille d'or      | Intégrale des Causses                        | 61,8 km  | 18 octobre 2024   | 5 h 20 min 25 s |
| 2e  | Médaille d'argent  | Éco-Trail de Paris Île-de-France             | 83,4 km  | 22 mars 2025      | 5 h 50 min 27 s |
| 3e  | Médaille de bronze | Grand Raid Ventoux by UTMB - 50K             | 49 km    | 26 avril 2025     | 3 h 42 min 19 s |
| 1re | Médaille d'or      | Trail 100 Andorra - 50K                      | 51,7 km  | 14 juin 2025      | 5 h 7 min 42 s  |

## Records
| Épreuve       | Performance    | Date         | Lieu  |
| ------------- | -------------- | ------------ | ----- |
| Semi-marathon | 1 h 9 min 28 s | 20 mars 2022 | Feurs |